# Petrocodon hechiensis
Petrocodon hechiensis är en tvåhjärtbladig växtart som först beskrevs av Y.G. Wei, Yan Liu och F. Wen, och fick sitt nu gällande namn av Y.G. Wei och Mich. Möller. Petrocodon hechiensis ingår i släktet Petrocodon och familjen Gesneriaceae. Inga underarter finns listade i Catalogue of Life.